# Introverted Boss
Introverted Boss (hangul: 내성적인 보스; RR: Naeseongjeogin Boseu), es una serie de televisión surcoreana transmitida del 16 de enero del 2017 hasta el 14 de marzo del 2017 por medio de la cadena tvN.
La serie fue creada por "Studio Dragon" y Choi Jin-hee, contó con la participación invitada de Han Chae-ah, Kim Jun-su, Heo Young-ji, Kim Byung-man, Choi Dae-chul, Lee Byung-joon, Kang Nam-gil, entre otros...

## Historia
La serie se centra en Eun Hwan-ki, quien a pesar de ser el CEO de "Brain" una de las más importantes empresas de relaciones públicas, es una persona extremadamente tímida, por lo que debido a su personalidad, incluso sus empleados no lo conocen bien.
Por otro lado Chae Ro-woon, es una joven energética y agradable, que comienza a trabajar en la compañía de Hwan-ki para descubrir la verdadera razón por la cual su hermana mayor se quitó la vida y vengarse de los responsables. Al inicio Ro-woon quiere destruir la empresa, sin embargo conforme va a conociendo a los empleados y a Hwan-ki se da cuenta de que estaba equivocada.
Poco a poco Ro-woon comienza a enamorarse del tímido Hwa-ki, a quien intentará ayudar a salir de su zona de confort, relacionándose con los demás y experimentando nuevas cosas.

## Reparto

### Personajes principales[3]
| Actor           | Personaje    | Ocupación                                     | Nº de episodios | Duración |
| --------------- | ------------ | --------------------------------------------- | --------------- | -------- |
| Yeon Woo-jin    | Eun Hwan-ki  | Director de "Silent Monster" / CEO de "Brain" | 16              | 2017     |
| Park Hye-soo    | Chae Ro-woon | Empleada de "Silent Monster" y "Brain"        | 16              | 2017     |
| Yoon Park       | Kang Woo-il  | co-CEO de "Brain"                             | 16              | 2017     |
| Gong Seung-yeon | Eun Yi-soo   | Hermana de Hwan-Ki                            | 16              | 2017     |

### Personajes recurrentes
| Actor         | Personaje       | Ocupación                                         | N.º de episodios | Duración |
| ------------- | --------------- | ------------------------------------------------- | ---------------- | -------- |
| Ye Ji-won     | Dang Yoo-hee    | Empleada de "Silent Monster" y "Brain"            | 16               | 2017     |
| Heo Jung-min  | Eom Sun-bong    | Empleado de "Silent Monster" y "Brain"            | 16               | 2017     |
| Jun Hyo-seong | Kim Gyo-ri      | Asistente y Empleada de "Silent Monster"          | 16               | 2017     |
| Kim Eung-soo  | Eun Bok-dong    | Congresista / Padre de Hwan-ki                    | 14               | 2017     |
| Han Jae-suk   | Jang Se-jong    | Empleado de "Silent Monster"/ Actor               | 14               | 2017     |
| Lee Han-wi    | Chae Won-sang   | Dueño de "New York Barbershop" / Padre de Ro-woon | 12               | 2017     |
| Stephanie     | Park Bo-gyung   | Directora en "Brain"                              | 10               | 2017     |
| Jang Yi-yun   | Hye-young       | Asistente en "Brain"                              | 10               | 2017     |
| Hwang So-hee  | Lee             | Asistente en "Brain"                              | 10               | 2017     |
| Kim Ye-ryeong | Mrs. Eun        | Madre de Hwan-ki                                  | 8                | 2017     |
| Lee Kyu-han   | Woo Gi-ja       | Reportero / Amigo de Ro-woon                      | 9                | 2017     |
| Jang Hee-jin  | Seo Yeon-jung   | Curadora de Arte / Amiga de Hwan-ki               | 8                | 2017     |
| -             | Mr. Park        | Secretario del Padre de Hwan-ki                   | 7                | 2017     |
| Han Chae-ah   | Chae Ji-hye     | Hermana de Ro-woon                                | 6                | 2017     |
| Kim Mi-kyung  | Mrs. Chae       | Madre de Ro-woon                                  | 3                | 2017     |
| Kim Hye-eun   | -               | Psicoterapeuta de Hwan-ki                         | 3                | 2017     |
| -             | Il-ho           | Hijo de Yoo-hee                                   | 3                | 2017     |
| Woo Hyun      | -               | Vecino de Chae Ro-woon                            | -                | 2017     |
| -             | Hwang Yeong-gyu | Actor / Cliente de "Silent Monster"               | 1                | 2017     |
| Heo Young-ji  | -               | Hija de Yeong-gyu                                 | 1                | 2017     |

### Otros personajes
| Actor       | Personaje | Episodio(s) donde apareció | Notas                             |
| ----------- | --------- | -------------------------- | --------------------------------- |
| Yoo Gun-woo | -         | 15                         | Es el secretario de Eun Bok-dong. |

### Apariciones especiales
| Actor          | Personaje       | Episodio(s) donde apareció | Notas                    |
| -------------- | --------------- | -------------------------- | ------------------------ |
| Park Sang-myun | Maestro Jin     | 4                          | Es un maestro.           |
| Park Yeong-gyu | Hwang Yeong-kyu | 3                          | Es un actor.             |
| Kim Ki-doo     | -               | 2                          | Es un hombre en el baño. |
| Choi Byung-mo  | -               | -                          |                          |

## Episodios
La serie estuvo conformada por 16 episodios, los cuales fueron emitidos cada lunes y martes a las 23:00 horas (zona horaria de Corea (KST)).

## Premios y nominaciones
| Año  | Categoría        | Premio              | Nominada        | Resultado |
| ---- | ---------------- | ------------------- | --------------- | --------- |
| 2017 | Best New Actress | 1st The Seoul Award | Gong Seung-yeon | Nominada  |

## Producción
Creada por "Studio Dragon" y Choi Jin-hee, la serie fue dirigida por Song Hyun-wook contó con la participación del escritor Joo Hwa-mi.
La producción estuvo a cargo de So Jae-hyeon, junto con los productores ejecutivos Lee Jin-ho y Lee Jae-gil.
También conocida como "My Shy Boss" y "Sensitive Boss".
La música fue compuesta por Uhm Ki-yub, mientras que la cinematografía fue realizada por Han Dong-hyun y la edición estuvo en manos de Kang Yoon-hee.
Contó con el apoyo de las compañías de producción "KBS Media" y "Introverted Boss SPC", fue distribuida por tvN.

### Emisión en otros países
| País    | Cadenas        | Fecha de Inicio | Fecha de Finalización |
| ------- | -------------- | --------------- | --------------------- |
| Malasia | 8TV (Malaysia) | 2017            | -                     |